# 염규환
염규환(廉圭桓, 1869년~?)은 대한제국과 일제강점기 초기의 지역 행정 관료였던 이였다.

## 생애
본관은 파주이며, 아버지가 대한제국 중추원 의관을 지낸 관리 집안에서 태어났다. 염규환도 대한제국에서 여러 지역의 군수 벼슬을 지내는 등 관계로 나갔다. 1907년 경기도 가평군 군수, 1908년 경상북도 의성군 군수를 지냈다.
의성군수로 있던 1910년에 한일 병합 조약이 체결되면서 조선총독부 군수로 소속이 바뀌어 예천군 군수로 임명되었다. 1913년까지 예천군수로 재직한 것이 확인되고, 이때 종7위에 서위되어 있었다.
부인은 경주 김씨이며 자녀는 8남매였다. 6남 2녀 가운데 3남이 1897년에 한성부 종로구에서 태어난 소설가 염상섭이다. 염상섭의 성장기에 염규환의 가정은 비교적 부유하고 개화한 생활을 했다.
2008년 민족문제연구소가 발표한 친일인명사전 수록예정자 명단 중 관료 부문에 포함되었다. 이 명단에는 일본육군사관학교 출신으로 일본군 장교를 지낸 맏아들 염창섭도 들어 있다.

## 같이 보기
- 염창섭
- 염상섭

## 참고자료
- 조미숙 (1996년 5월 30일). 〈제2장 염상섭과 인물묘사방법의 문제〉. 《현대소설의 인물묘사방법론》. 서울: 박이정. ISBN 89-89352-96-7.